# Edmundbyers
Edmundbyers lub Edmondbyers – wieś i civil parish w Anglii, w hrabstwie Durham. Leży 27 km na zachód od miasta Durham i 391 km na północ od Londynu. W 2011 roku civil parish liczyła 173 mieszkańców.